# Campionati europei di tuffi 2011 - Piattaforma 10 metri sincro maschile
La gara si è disputata il 12 marzo 2011 e vi hanno partecipato 5 squadre, per un totale di 10 atleti. Le qualifiche hanno determinato l'ordine di partenza della finale in quanto tutte le coppie si sono qualificate.

## Medaglie
| Posizione | Paese    | Atleti                                 |
| --------- | -------- | -------------------------------------- |
| Oro       | Germania | Sascha Klein Patrick Hausding          |
| Argento   | Ucraina  | Oleksandr Bondar Oleksandr Horškovozov |
| Bronzo    | Russia   | Viktor Minibaev Il'ja Zacharov         |

## Qualifiche
| Pos. | Nazione     | Atleti                                 | Punti  |
| ---- | ----------- | -------------------------------------- | ------ |
| 1    | Germania    | Sascha Klein Patrick Hausding          | 439.05 |
| 2    | Ucraina     | Oleksandr Bondar Oleksandr Horškovozov | 428.70 |
| 3    | Russia      | Viktor Minibaev Il'ja Zacharov         | 425.55 |
| 4    | Bielorussia | Cimafej Hardzejčyk Vadzim Kaptur       | 395.58 |
| 5    | Italia      | Maicol Scuttari Maicol Verzotto        | 360.63 |

## Finale
| Pos. | Nazione     | Atleti                                 | Punti  |
| ---- | ----------- | -------------------------------------- | ------ |
|      | Germania    | Sascha Klein Patrick Hausding          | 467.16 |
|      | Ucraina     | Oleksandr Bondar Oleksandr Horškovozov | 458.34 |
|      | Russia      | Viktor Minibaev Il'ja Zacharov         | 441.15 |
| 4    | Bielorussia | Cimafej Hardzejčyk Vadzim Kaptur       | 414.54 |
| 5    | Italia      | Maicol Scuttari Maicol Verzotto        | 386.67 |

## Fonti
- (EN) Omegatiming.com - Qualifiche (PDF) [collegamento interrotto], su omegatiming.com.
- (EN) Omegatiming.com - Finale (PDF), su omegatiming.com. URL consultato il 12 marzo 2011 (archiviato dall'url originale il 15 luglio 2011).